# Entodon pulchellus
Entodon pulchellus är en bladmossart som beskrevs av Georg Friedrich von Jaeger 1878. Entodon pulchellus ingår i släktet Entodon och familjen Entodontaceae. Inga underarter finns listade i Catalogue of Life.